# 李奧納多 (忍者龜)
李奧納多（英語：Leonardo）或簡稱李奧（英語：Leo）是一名虛構人物和漫畫《忍者龜》的四位主角之一。
在幻影／圖像漫畫中所有四隻龜都是戴着红眼罩的，但他與他的兄弟在其它版本中則不同，他是唯一一個戴藍色眼罩的。李奧納多有著雙把武士刀來做為他的主要武器。在各媒體中，他經常被塑造成四隻忍者龜中年紀最大、最有紀律的和團隊領導者。他的命名是源自於義大利文藝復興時期的畫家和學者李奧納多·达芬奇。

## 媒體

### 電視劇
- 《忍者龜》：1987年系列動畫。由凱姆·克拉克配音。此版本的他沒和拉斐爾發生兄弟間的爭執[3]。
- 《忍者龜：下一次突變》：自1997年至1998年的短命劇集。由蓋博·考斯飾演、麥可·多布森配音。
- 《忍者龜》：2003年系列動畫。由麥可·森特尼卡拉斯配音，而日本版的則為柿原徹也負責。
- 《永遠的忍者龜》：2009年電視電影，2003年動畫的延伸物。由丹·葛林配音，而芬蘭語版的則為湯姆·溫策爾負責。
- 《忍者龜》：2012年系列動畫。由傑森·畢格斯配音至第二季，第三季開始由賽斯·葛林配音。

### 電影

#### 三部曲（1990-1993）
- 《忍者龜》：1990年真人電影。由大衛·福爾曼飾演、布萊恩·托奇配音。
- 《忍者龜2》：1991年真人電影。同由大衛·福爾曼飾演、布萊恩·托奇配音。
- 《忍者龜3：時空武士》：1993年真人電影。同由大衛·福爾曼飾演、布萊恩·托奇配音。

#### CGI電影（2007）
- 《忍者龜：炫風再起》：2007年動畫電影。由詹姆士·阿諾·泰勒配音[4][5]。

#### 真人电影重啟（2014-2016）
- 《忍者龜：變種世代》：2014年真人電影。由彼得·柏斯提克飾演、強尼·諾克斯威爾配音[6][7][8]。
- 《忍者龜：破影而出》：2016年真人電影。同由彼得·柏斯提克飾演、強尼·諾克斯威爾配音。

#### 动画电影重启（2023）
- 《忍者龜：變種大亂鬥》：2023年动画电影，由尼可拉斯·坎图（Nicolas Cantu）配音。

## 外部連結
- TMNT Community Site – Leonardo Bio